# Arnold Keyserling

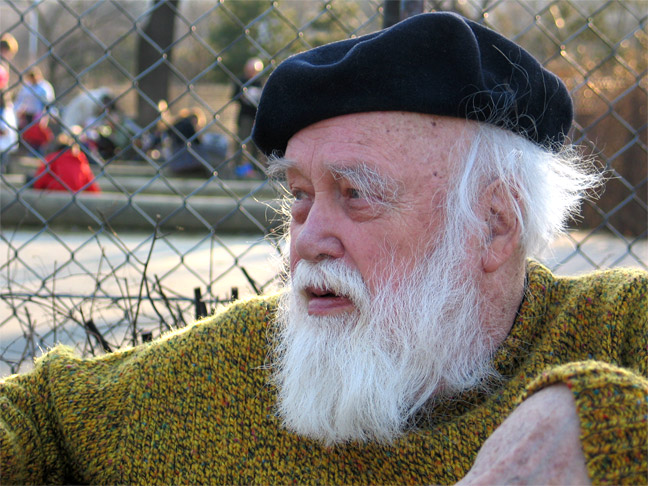
Arnold Keyserling, im Stadtpark Wien (März 2005)

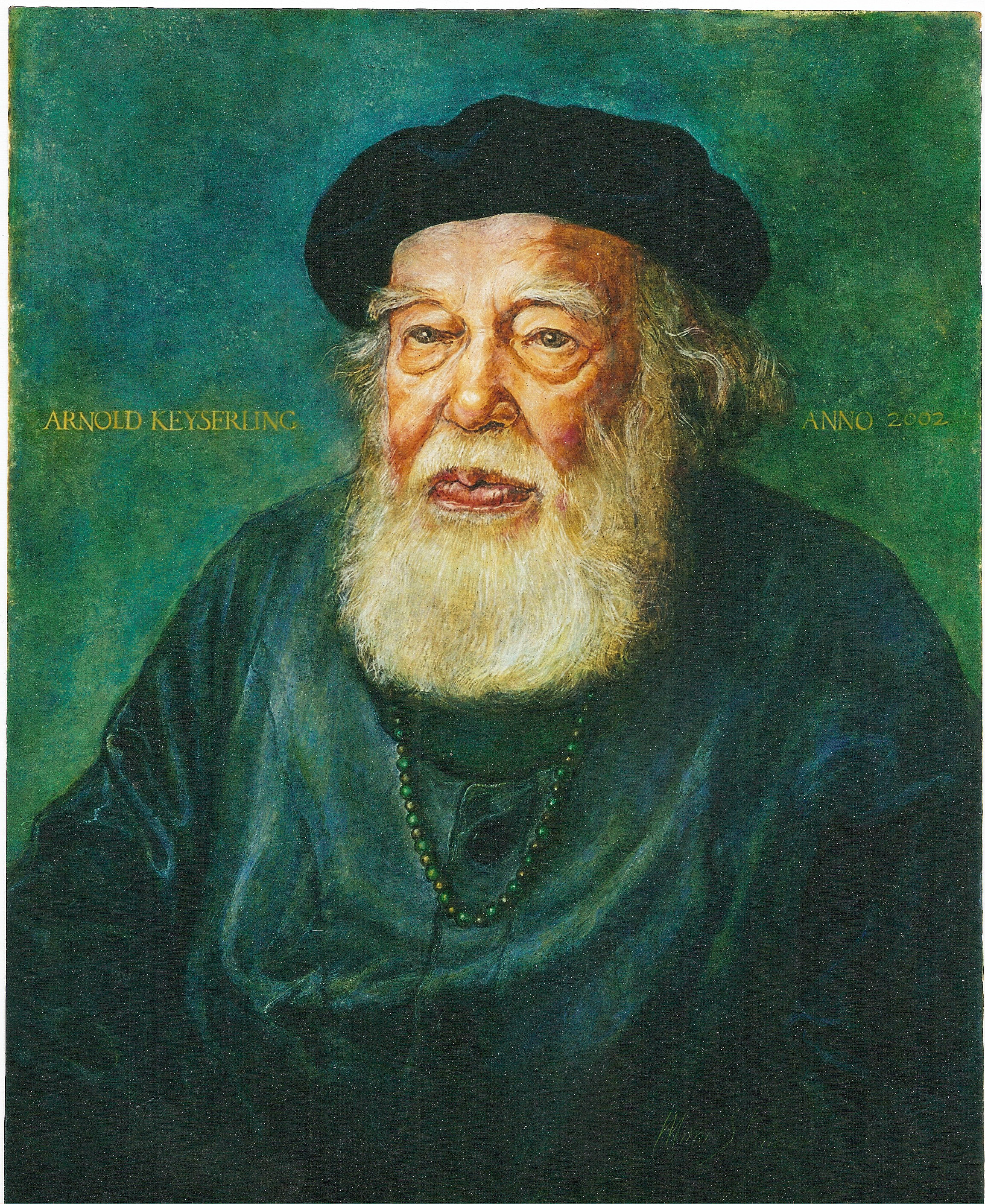
Porträt Arnold Keyserling von Mimi Staneva, Wien 2002

Arnold Keyserling (Arnold Alexander Herbert Otto Heinrich Constantin Graf Keyserling; * 9. Februar 1922 in Friedrichsruh; † 7. September 2005 in Matrei am Brenner) war ein deutsch-österreichischer Philosoph und Religionswissenschaftler.

## Leben
Arnold Keyserling war der Sohn des Philosophen und Schriftstellers Hermann Graf Keyserling und dessen Frau Maria Goedela Gräfin von Bismarck-Schönhausen (und dadurch ein Urenkel Otto von Bismarcks). Im Institut seines Vaters, der „Schule der Weisheit“ in Darmstadt, verkehrten in den 1920er Jahren namhafte Denker und Dichter wie Carl Gustav Jung, Richard Wilhelm, Hermann Hesse, Oscar A. H. Schmitz und Rabindranath Tagore. So gelangte der junge Keyserling schon früh in den Genuss einer umfassenden humanistischen Bildung. Als die Nationalsozialisten die Macht übernahmen, wurde die Familie als staatsfeindlich geächtet und die „Schule der Weisheit“ zwangsgeschlossen. 1939, nach dem Anschluss Österreichs wurde Arnold Keyserling, der damals Rechtswissenschaft an der Universität Wien studierte, von der Universität verwiesen.
Nach dem Krieg lernte Arnold Keyserling in Alpbach Wilhelmine von Auersperg (* 18. Juni 1921, † 4. Oktober 2010) kennen, die er nach fünfjähriger Verlobungszeit heiratete. Zusammen unternahmen sie, teilweise mit dem Motorrad, ausgedehnte Reisen.
Arnold Keyserlings persönliche Lehrer waren Georges I. Gurdjieff, bei dem er ein Jahr verbrachte, der Zwölftonmusiker Josef Matthias Hauer und der indische Yogi Ramana Maharshi. 1964 erhielt Keyserling einen Lehrauftrag an der Hochschule für angewandte Kunst in Wien und wurde 1974 Professor für Religionsphilosophie. Er begründete die „Schule des Rades“, den Studienkreis „Kriterion“ und gab die Zeitschrift Pleroma heraus. Seine Bücher publizierte er im Selbstverlag, den er „Verlag der Palme“ nannte.
Von Keyserling wurde eine Musikform ausgearbeitet, die er „Chakrale Musik“ nannte. Das ist ein von ihm geschaffenes Kunstwort, zusammengesetzt aus dem Begriff Chakra aus dem physiologischen Modell des indischen Hatha Yoga und einer Endung von lateinischen Adjektiven wie sacr-al-is, von dem das deutsche Lehnwort sakral seinen Ursprung nimmt. Diese Musik setzte er zum einen mit dem Bau seines „Chakraphon“ um, einer elektronischen Orgel mit einer pentatonischen Stimmung und der Begrenzung der Obertöne auf Oktaven. Zum anderen verfasste er mit Ralph Losey, einem amerikanischen Anwalt, mehrere Bücher dazu; letzterer produzierte auch zwei CDs mit „Chakra Music“.
Nach Arnold Keyserlings Tod im Jahr 2005 übernahm seine Ehefrau Wilhelmine die Leitung des Studienkreises, die des Weiteren beruflich als Yogalehrerin und Kunsttherapeutin tätig war; sie starb am 4. Oktober 2010.

## Werke
Viele der angeführten Schriften (und weitere Aufsätze) sind online in der Digitalen Bibliothek der „Schule des Rades“ zu finden.
- Urstimmung des Gemüts. Verlag der Palme, Innsbruck 1951.
- (zusammen mit Wilhelmine Keyserling): Das Rosenkreuz. Verlag der Palme, Innsbruck 1956.
- (zusammen mit Wilhelmine Keyserling): Combinatorics. The Sciences of Reality. Birla Education Trust, Pilani 1958.
- (zusammen mit Wilhelmine Keyserling): A Synopsys of German Grammar. 1959.
- The German Intellectual Revolution. 1962.
- Der Wiener Denkstil. Mach, Carnap, Wittgenstein. Stiasny (Stiasny-Bücherei, Band 1006), Graz/Wien 1965.
- Die Metaphysik des ‚Uhrmachers‘ von Gustav Meyrink. Palme, Wien 1966.
  - Neuauflage im Verlag Bruno Martin, Südergellersen 1988.
- Geschichte der Denkstile. Palme, Wien 1968.
- Klaviatur des Denkens. Palme, Wien 1971.
- Bewußtsein im Sog der Evolution. Palme, Wien 1972.
  - Neuauflage als Der Körper ist nicht das Grab der Seele, sondern das Abenteuer des Bewusstseins. Im Waldgut, Wald 1982.
- Luzifers Erwachen. Die Entdeckung des zehnten Planeten. Palme, Wien 1972.
- Kritik der organischen Vernunft. Palme, Wien 1976.
- Weltgrammatik. Palme, Wien 1979.
- (zusammen mit Wilhelmine Keyserling): Kriterien der Offenbarung. Palme, Wien 1982.
  - Neuauflage als Ars Magna. Kriterien der Offenbarung. Im Waldgut, Wald 1986.
- Vom Eigensinn zum Lebenssinn. Neue Wege der ganzheitlichen Pädagogik. Im Waldgut, Wald 1982.
- (zusammen mit Wilhelmine Keyserling): Magie der Chakras. Palme, Wien 1983.
- Das Erdheiligtum. Die Ur-Riten von Raum und Zeit. Im Waldgut, Wald 1983.
- (zusammen mit Wilhelmine Keyserling): Das Nichts im Etwas. Mystik der Wassermannzeit. Palme, Wien 1984.
- Alphysik. Palme, Wien 1985.
- Weisheit des Rades. Orphische Gnosis. Palme, Wien 1985.
- Durch Sinnlichkeit zum Sinn. Metaphysik der Sinne. Bruno Martin, Südergellersen 1986.
- Fülle der Zeit. Erläuterungen zu den Botschaften des Menschen im All. Palme, Wien 1986.
- Das große Werk der göttlichen Hände. Palme, Wien 1986.
- (zusammen mit Wilhelmine Keyserling): Gott · Zahl · Sprache · Wirklichkeit. Die kabbalistischen Grundmächte des Seins. Palme, Wien 1987.
- (zusammen mit Wilhelmine Keyserling): Wassermannzeit. Visionen der Hoffnung. Palme, Wien 1988.
- Naturwissenschaft gegen Esoterik. Diskussion mit Johann Götschl. Leuschner und Lubenski, Graz 1989.
- Weltbild des ganzheitlichen Lebens. Jugend und Volk, Wien 1990.
- Von der Schule der Weisheit zur Weisheit des Rades. Verlag der Österreichischen Staatsdruckerei, Wien 1990.
- Das magische Rad Zentralasiens. Schlüssel der Urreligion. Palme, Wien 1993.
- Die sechste Schule der Weisheit. Pädagogik für eine globale Gesellschaft. Palme, Wien 1994.
- Atlas des Rades. Numerologischer Schlüssel des analogen Denkens. Palme, Wien 1995.
- (zusammen mit Wilhelmine Keyserling): Stimme des All. Palme, Wien 1995.
- Urreligion Astrologie. Palme, Wien 1996.
- Der neue Name Gottes. Die Weltformel und ihre Analogien in der Wirklichkeit. Böhlau, Wien 2002, ISBN 3-205-99340-3.